# HD 73534
Désignations
HD 73534 est une étoile située dans la constellation boréale du Cancer, accompagnée d’une exoplanète en orbite.
Avec une magnitude apparente de 8,23, elle est trop faible pour être vue à l’œil nu. Ce système se trouve à une distance de 273 années-lumière, selon les mesures de parallaxe, et s’éloigne à une vitesse radiale héliocentrique de +10 km/s.
L’étoile HD 73534 a été nommée Gakyid, un nom choisi par le Bhoutan dans le cadre du centenaire de l’UAI et du projet NameExoWorlds. Gakyid signifie « bonheur ».
Sa planète, HD 73534 b, a été baptisée Drukyul, qui signifie « terre du dragon du tonnerre », en référence au nom traditionnel du Bhoutan.